# 今日の詩
『今日の詩』（きょうのうた）は、ファンキー加藤の3枚目のオリジナル・アルバム。ドリーミュージックから2018年3月21日に発売された。

## 収録曲

### CD
1. 冷めた牛丼をほおばって [3:38]
  - TBS ｢COUNT DOWN TV｣ 2017年11月度 オープニングテーマ
  - 作詞 : ファンキー加藤 作曲 : ファンキー加藤/大知正紘
2. 花 [4:50]
  - 作詞 : ファンキー加藤 作曲 : ファンキー加藤/田中隼人
3. 失恋の詩 [3:56]
  - 配信限定曲。
  - 日本テレビ ｢採用!フリップNEWS｣ 2018年3月度 エンディングテーマ
  - 作詞 : ファンキー加藤 作曲 : DJ CONTROLER/WolfJunk
4. 風物詩 [4:37]
  - 作詞 : ファンキー加藤 作曲 : ファンキー加藤/大知正紘/soundbreakers
5. You are the light [4:22]
  - 作詞 : ファンキー加藤 作曲 : DJ CONTROLER/WolfJunk
6. ダイジョウブルース [3:26]
  - 作詞 : ファンキー加藤 作曲 : soundbreakers
7. 前へ 〜My way〜 [3:58]
  - 配信限定曲。
  - 淀川寛平マラソン2017 テーマソング
  - 作詞 : ファンキー加藤 作曲 : ファンキー加藤/田中隼人
8. おーい友よ [4:48]
  - I LOVE YOU HACHIOJI 2018 初披露曲
  - 作詞 : ファンキー加藤 作曲 : ファンキー加藤/soundbreakers
9. We can Dance [3:56]
  - 8枚目のシングル ｢冷めた牛丼をほおばって｣のカップリング曲。
  - 作詞 : ファンキー加藤 作曲 : 田中隼人
10. 急性ラブコール中毒 Solo ver [3:01]
  - 作詞 : ファンキー加藤 作曲 : ファンキー加藤/田中隼人
11. ラストナンバー [4:13]
  - 作詞 : ファンキー加藤 作曲 : ファンキー加藤/栗原暁/前田佑

### DVD (初回限定盤)
- VIDEO CLIP

1. 冷めた牛丼をほおばって (VIDEO CLIP)
2. 失恋の詩 (VIDEO CLIP)
3. 失恋の詩 (VIDEO CLIP メイキング映像)

- 漢への道 番外編〜アイスクライミング〜
- 急性ラブコール中毒 Part.1〜Part.3 MVメドレー